# Svend Heiselberg
Svend Heiselberg, född 11 maj 1935 i Århus, är en dansk f.d. politiker (Venstre). Han var folketingsledamot 1979-2005.
Svend Heiselberg var son till Christine Heiselberg, en ensamstående mor. Efter folkskolan tog Heiselberg en skepparexamen 1956 från Rønne Navigationsskole och arbetade som skeppare inom fiskeindustrin. Han startade en egen verksamhet 1967 vid Hanstholms hamn och var styrelseledamot i företagarorganisationen Selvstændige Erhvervsdrivende i Danmark. Han var även styrelseledamot i Danmarks Havfiskeriforening (1970-1980), ordförande av Hanstholm Havns fiskeriforening (1968-1980) och ledamot i Dansk Arbejde från 1976. Han är gift med företagaren Betty Grøn Jensen sedan 1960.
Heiselbergs politiska karriär började som ledamot för Venstre i Hanstholms kommunfullmäktige (1968-1981) och han var i en period även vice borgmästare (1977-1981). Han engagerade sig även i regionalpolitiken som ledamot i Viborg amtsråd (1970-1978). Han kandiderade till Folketinget för Skives valkrets från 1978 och blev invald året därpå. Han kandiderade även till Europaparlamentet 1979 och 1984, men blev inte vald. Han var FN-delegat 1980 och 1982 och var ordförande av Folketingets kommunalutskott (1983) och europautskott (1984-1987). Han var även vice ordförande i skatteutskottet (1988-1990) och ledamot i finansutskottet (från 1990). Som Venstres trafikpolitiska ordförande ingick han i den s.k. Jydske trafikmafia, som också bestod av den konservativa Kaj Ikast och socialdemokraterna Helge Mortensen och Jens Risgaard Knudsen. Dessa hade ett stort inflytande på trafikpolitiken; de var positiva gentemot byggandet av Stora Bältbron och bidrog starkt till en utbyggnad av det jylländska motorvägsnätet till Esbjerg, Herning, Holstebro, Hjørring och Frederikshavn. Som trafikpolitiker var han även ledamot i Person- og Vejtransportrådet från 1985, styrelseledamot i DDL från 1987 och ledamot i Landsskatteretten från 1988. Vid sidan om folketingsuppdragen var han en period ledamot i Thisteds kommunfullmäktige (1994-1998).
Heiselberg är för närvarande ordförande av Westlink och ledamot i Region Nordjyllands regionsråd.